# Домброва (Велицький повіт)
Домброва (пол. Dąbrowa) — село в Польщі, у гміні Клай Велицького повіту Малопольського воєводства.
Населення — 1012 осіб (2011).

## Демографія
Демографічна структура станом на 31 березня 2011 року:
|          | Загалом | Допрацездатний вік | Працездатний вік | Постпрацездатний вік |
| -------- | ------- | ------------------ | ---------------- | -------------------- |
| Чоловіки | 493     | 88                 | 350              | 55                   |
| Жінки    | 519     | 103                | 318              | 98                   |
| Разом    | 1012    | 191                | 668              | 153                  |